# Club Deportivo Instituto Tráfico
El Club Deportivo Instituto Tráfico o simplemente conocido como Instituto Tráfico, es un entidad deportiva de la ciudad de Frías, provincia de Santiago del Estero, Argentina. Fue fundado el 5 de abril de 1963. Su principal actividad es el fútbol y está afiliado a la Liga Cultural de Fútbol de Frías. Actualmente participa en el Torneo Regional Federal Amateur, la cuarta categoría del fútbol en Argentina.

## Rivalidades
Su principal rival es el Club Deportivo Villa Paulina, también de la misma ciudad y con quien disputa el Clásico Friense del Barrio Este.

## Datos del club
Total de temporadas en AFA: 16
- Temporadas en primera división: 0
- Temporadas en segunda división: 0
- Temporadas en tercera división: 1
  - Torneo del Interior: (1994-95)
- Temporadas en cuarta división: 5
  - Torneo Regional Federal Amateur: 5 (2020, 2022-23, 2023-24, 2024-25)
- Temporadas en quinta división: 10
  - Torneo Federal C: 4 (2015, 2016, 2017, 2018)
  - Torneo Argentino C: 6 (2005, 2006, 2008, 2009, 2012, 2013)